# Municipio de Wayne (condado de Lawrence)
El municipio de Wayne (en inglés: Wayne Township) es un municipio ubicado en el condado de Lawrence en el estado estadounidense de Pensilvania. En el año 2000 tenía una población de 2.338 habitantes y una densidad poblacional de 56 personas por km².

## Geografía
El municipio de Wayne se encuentra ubicado en las coordenadas 40°53′12″N 80°17′15″O / 40.88667, -80.28750.

## Demografía
Según la Oficina del Censo en 2000 los ingresos medios por hogar en la localidad eran de $39,594 y los ingresos medios por familia eran de $47,452. Los hombres tenían unos ingresos medios de $34,853 frente a los $21,544 para las mujeres. La renta per cápita de la localidad era de $19,011. Alrededor del 7,0% de la población estaba por debajo del umbral de pobreza.